# Bahnhof Lampertsmühle-Otterbach
Der Bahnhof Lampertsmühle-Otterbach ist der Bahnhof der Ortsgemeinde Otterbach. Er verfügt über zwei Bahnsteiggleise. Der Bahnhof liegt im Verbundgebiet des Verkehrsverbundes Rhein-Neckar (VRN) und ist Teil der Tarifzone 818. Seine Anschrift lautet Lauterstraße 7.
Er entstand 1883 mit Eröffnung der Lautertalbahn von Kaiserslautern nach Lauterecken. Seinen Doppelnamen verdankt er der Tatsache, dass sich in unmittelbarer Nähe die zum Kaiserslauterer Stadtteil Erfenbach gehörende Siedlung Lampertsmühle befindet. Die dort ansässige gleichnamige Spinnerei war zudem ein wichtiger Kunde im Güterverkehr. Von 1911 bis 1980 war er Ausgangspunkt der Bahnstrecke Lampertsmühle-Otterbach–Otterberg und von der 1914 bis 1996 verkehrenden Bachbahn. Erstere ist inzwischen komplett, letztere zwischen Weilerbach und Reichenbach abgebaut.

## Lage

### Örtliche Lage
Der Bahnhof befindet sich am westlichen Siedlungsrand von Otterbach unweit des Ortskern. Er verfügt über Parkplätze, Fahrradstellplätze und eine Busanbindung. Er liegt 218 Meter über Normalnull.

### Bahnstrecken
Die Lautertalbahn Kaiserslautern–Lauterecken-Grumbach verläuft innerhalb von Otterbach von Südost nach Nordwest und orientiert sich am Lauf der namensgebenden Lauter. Von 1911 bis 1980 zweigte die Bahnstrecke Lampertsmühle-Otterbach–Otterberg ab. Ihre Anbindung fiel sehr umständlich aus. Sie verließ den Bahnhof Richtung Norden, wobei die Züge Kopf machen mussten, um in Richtung Otterberg zu gelangen. Von 1914 bis 1996 zweigte zudem die sogenannte Bachbahn ab, die den Bahnhof ebenfalls Richtung Norden verließ, dann jedoch in westlicher Richtung bis nach Reichenbach verlief.

## Geschichte

### Planung und Bau der Lautertalbahn
1860 bildete sich ein Komitee, das sich Notabeln des Glan- und Lautertales nannte. Es setzte sich für eine Bahnstrecke ein, die in Kaiserslautern von der Pfälzischen Ludwigsbahn abzweigt, anschließend durch das Lauter- und das untere Glantal verläuft und in Staudernheim auf die im selben Jahr vollendete Rhein-Nahe-Bahn treffen sollte. Preußen verhielt sich bedeckt, da es fürchtete, die Nahestrecke könne dadurch an Bedeutung verlieren. Unterstützung erhielt das Projekt jedoch von Hessen-Homburg, das seine Exklave Meisenheim ans Schienennetz angeschlossen haben wollte. Hessens Geheimrat Christian Bansa setzte sich 1861 beim preußischen Außenministerium ebenfalls für die geplante Bahnverbindung ein und argumentierte, dass für diese eine größere Nachfrage existiere als eine ebenfalls geplante Strecke entlang der Alsenz.
Preußen war jedoch lediglich bereit, die 1866 gegründete Gesellschaft der Pfälzischen Nordbahnen bei der Errichtung der 1870 in Betrieb genommenen Alsenztalbahn zu unterstützen, deren nördlicher Endpunkt das preußische Bad Münster bildet. Sowohl Bayern als auch Preußen waren nicht bereit, die Zinsgarantie für die 1873 insgesamt rund 3,6 Millionen Gulden berechnete Strecke zu übernehmen.
Obwohl die Alsenztalbahn bereits ab 1871 als durchgängige Hauptbahn befahrbar war und dies für eine Strecke entlang der Lauter nur noch ein Dasein als lokale Bedeutung übrig hatte, ließ die Bevölkerung vor Ort nicht locker und verfocht weiterhin ihre Pläne. 1874 erfolgte eine erste Projektierung seitens der Bahntechniker.

### Erste Jahre

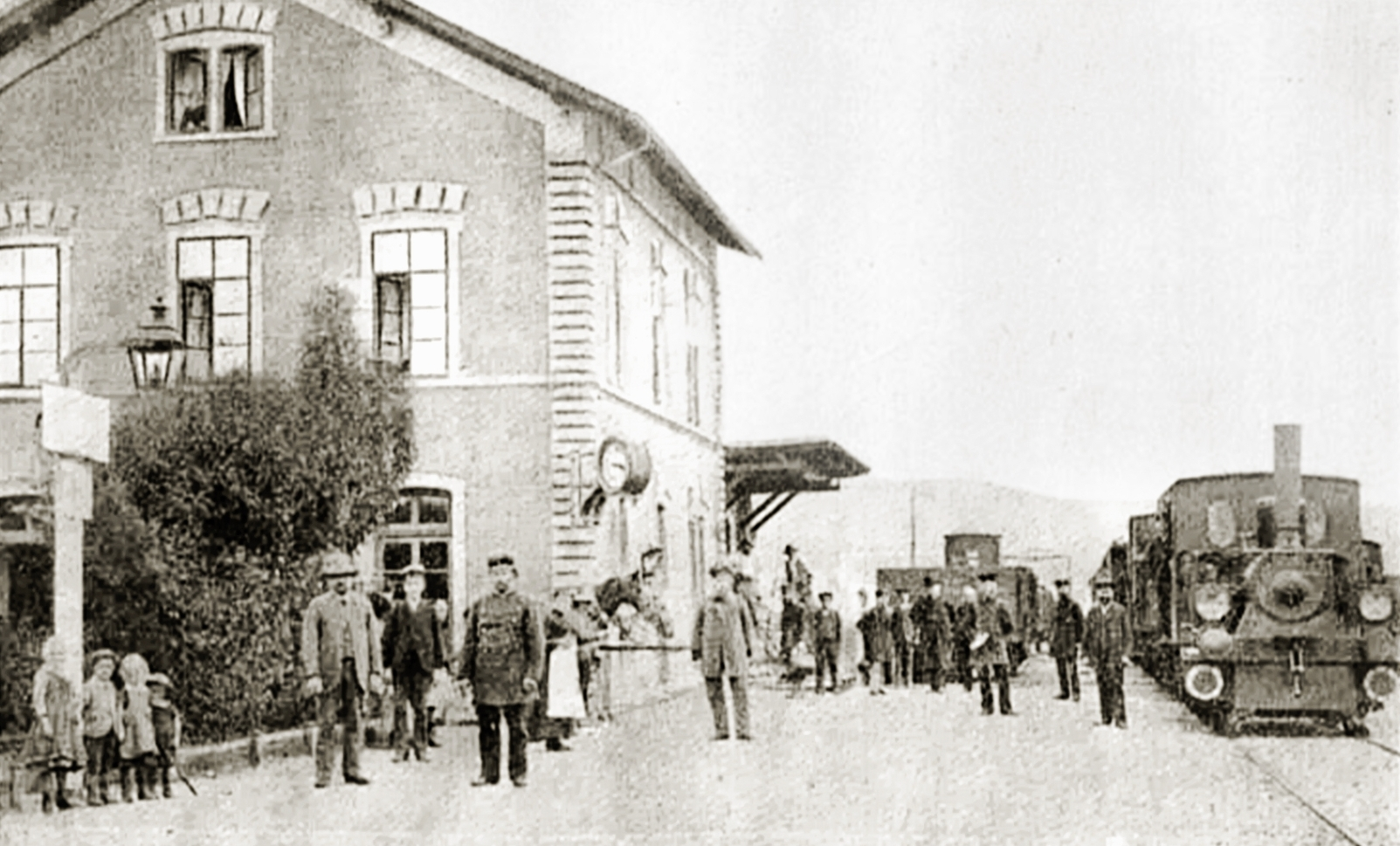
Bahnhof Lampertsmühle-Otterbach im Jahr 1887

Die Eröffnung der Lautertalbahn fand am 15. November 1883 statt. Genau wie die Bahnhöfe Kaiserslautern Westbahnhof, Olsbrücken, Wolfstein und Lauterecken war er als „Station“ eingestuft. Zudem besaß er 840 Meter Nebengleise – unter anderem Ausweich- und Gütergleise –, acht Weichen, eine Verladerampe, eine Brückenwaage und ein Ladeprofil. Die Otterbacher Bevölkerung nahm den Bahnanschluss positiv auf. So resümiert die Ortschronik aus dem Jahr 1936 beispielsweise:

„Die neuen Verkehrsverhältnisse kamen Allen zustatten. Der Arbeiter konnte schneller und bequemer auf seine Arbeitsstelle, der Bauersmann konnte seine Erzeugnisse billiger auf den Markt bringen und der Geschäftsmann seine Einkäufe rascher tätigen.“

Im April 1890 bewirkte ein starker Sturm, dass Güterwagen im Bahnhof selbständig losfuhren und einem Personenzug in die Flanke rollten. Dies hatte einen großen Sachschaden zur Folge.

### Entstehung der Zweigstrecke nach Otterberg
Bereits im Jahr 1856 hatte sich die benachbarte Stadt Otterberg um einen Bahnanschluss bemüht. Ein entsprechendes Komitee verfocht eine Bahnlinie von Kaiserslautern und Kirchheimbolanden bis nach Hessen. Kurze Zeit später gab es Pläne, die Alsenztalbahn über Otterberg verlaufen zu lassen. Nachdem die Pfälzische Ludwigsbahn-Gesellschaft dem zunächst aufgeschlossen gegenübergestanden hatte, erteilte sie 1863 eine Absage an dieses Vorhaben. Als Gründe gab sie an, dass eine Linienführung über Otterberg zum einen teurer sei und zum anderen, dass für die Alsenztalbahn, die von vornherein als Fernverkehrsstrecke konzipiert worden war, es in Bezug auf den zu erwartenden Verkehr in Nord-Süd-Richtung unproblematischer sei, sie in Hochspeyer von der Ludwigsbahn abzweigen zu lassen. Nachdem ein unmittelbarer Anschluss an die Lautertalbahn ebenfalls gescheitert war, ruhten die Hoffnungen auf eine von Otterbach ausgehende Stichstrecke. Aus finanziellen und wirtschaftlichen Gründen wurde jedoch auch dieses Projekt zurückgestellt. Erst 1898 nahmen die Bestrebungen wieder Fahrt auf, die dieses Mal erfolgreich waren; noch im selben Jahr wurde die Planung der Strecke genehmigt.
Trotzdem verzögerte sich die Realisierung, sodass die Nebenbahn erst am 1. Dezember 1911 eröffnet wurde. Zunächst diente sie lediglich dem Güterverkehr, da nicht mit einem rentablen Betrieb im Personenverkehr gerechnet wurde. Erst im Oktober 1919 erfolgte die Freigabe der Strecke für den Personenverkehr.

### Entstehung der Bachbahn
Generell wurden die Verkehrsverhältnisse der Region, die sich unmittelbar nordwestlich von Kaiserslautern befindet, als unbefriedigend eingestuft. Dies ging so weit, dass allgemein eine Landflucht befürchtet wurde. Nachdem die Stadt Kaiserslautern 1893 ein Elektrizitätswerk in Betrieb genommen hatte, gab es Pläne, eine Straßenbahnlinie vom Westbahnhof aus über Blechhammer und Siegelbach zu führen. Um 1900 bildete sich ein Komitee, dem Repräsentanten aus Kaiserslautern, Erfenbach, Kollweiler, Reichenbach, Rodenbach, Schwedelbach, Siegelbach und Weilerbach angehörten. In der Folgezeit gab es unterschiedliche Ansichten über die Streckenführung. Während ein Teil der Vertreter innerhalb des Komitees für eine direkte Linienführung von Kaiserslautern nach Siegelbach plädierten, setzte sich schließlich die Anbindung an den Bahnhof Lampertsmühle-Otterbach an der Lautertalbahn durch.
Im Oktober 1914 wurde die „Bachbahn“ genannte Strecke nach Weilerbach eröffnet und am 21. Juni 1920 bis nach Reichenbach verlängert.

### Seit 1945
Bereits am 2. Oktober 1954 erfolgte die Einstellung des Personenverkehrs zwischen Lampertsmühle-Otterbach und Otterberg, wo bereits seit dem Sommer der Sonntagsverkehr aufgegeben worden war. Jedoch enthielt der Buchfahrplan der Bundesbahndirektion Mainz im Sommer 1958 zwei Bedarfspersonengüterzüge, wobei bis heute nicht eindeutig geklärt ist, ob sie auch verkehrten. Offiziell erfolgte die Einstellung des Gesamtbetriebs auf der Strecke 1969, jedoch wurde vereinbart, die Bahn in ein privates Anschlussgleis zweier Firmen umzuwandeln.
Am 25. Mai 1972 wurde auf der Bachbahn der Personenverkehr stillgelegt. Da die Gleise der Otterberger Bahn sich zwischenzeitlich in einem so schlechten Zustand befanden, dass sie nicht mehr befahrbar waren, wurde der Betrieb zum 1. Februar 1980 komplett eingestellt; zwei Jahre später erfolgte der Abbau der Strecke. Am 27. September 1987 verkehrte von Reichenbach aus ein Gesellschaftssonderzug über Lampertsmühle-Otterbach, Kaiserslautern und die Eistalbahn bis nach Neuleiningen an der Bahnstrecke Grünstadt–Altleiningen. Zwei Jahre später verkehrten die Güterzüge auf der Bachbahn nur noch bis Weilerbach, der westliche Streckenteil wurde zwei Jahre später abgebaut. Ende 1994 wurde auf dem verbliebenen Teilstück der Bachbahn der Güterverkehr ebenfalls eingestellt und zwei Jahre später ebenfalls stillgelegt.
In der Folgezeit gab es Bestrebungen, das Reststück der Bachbahn für den Personenverkehr zu reaktivieren und in ein geplantes „Citybahn-Konzept“, das eine Neubaustrecke durch die Innenstadt von Kaiserslautern bedeutet hätte, zu integrieren. Obwohl ein entsprechendes Nutzen-Kosten-Verhältnis positiv ausfiel, scheiterte die Umsetzung aus finanziellen Gründen.
Im Zuge der Schließung des Gütertarifpunkts Lampertsmühle-Otterbach wurden die zahlreichen Gütergleise abgebaut, sodass seither nur noch zwei Gleise für Zugkreuzungen vorhanden sind. 2005 erfolgte der barrierefreie Umbau des Mittelbahnsteigs.

## Bauwerke

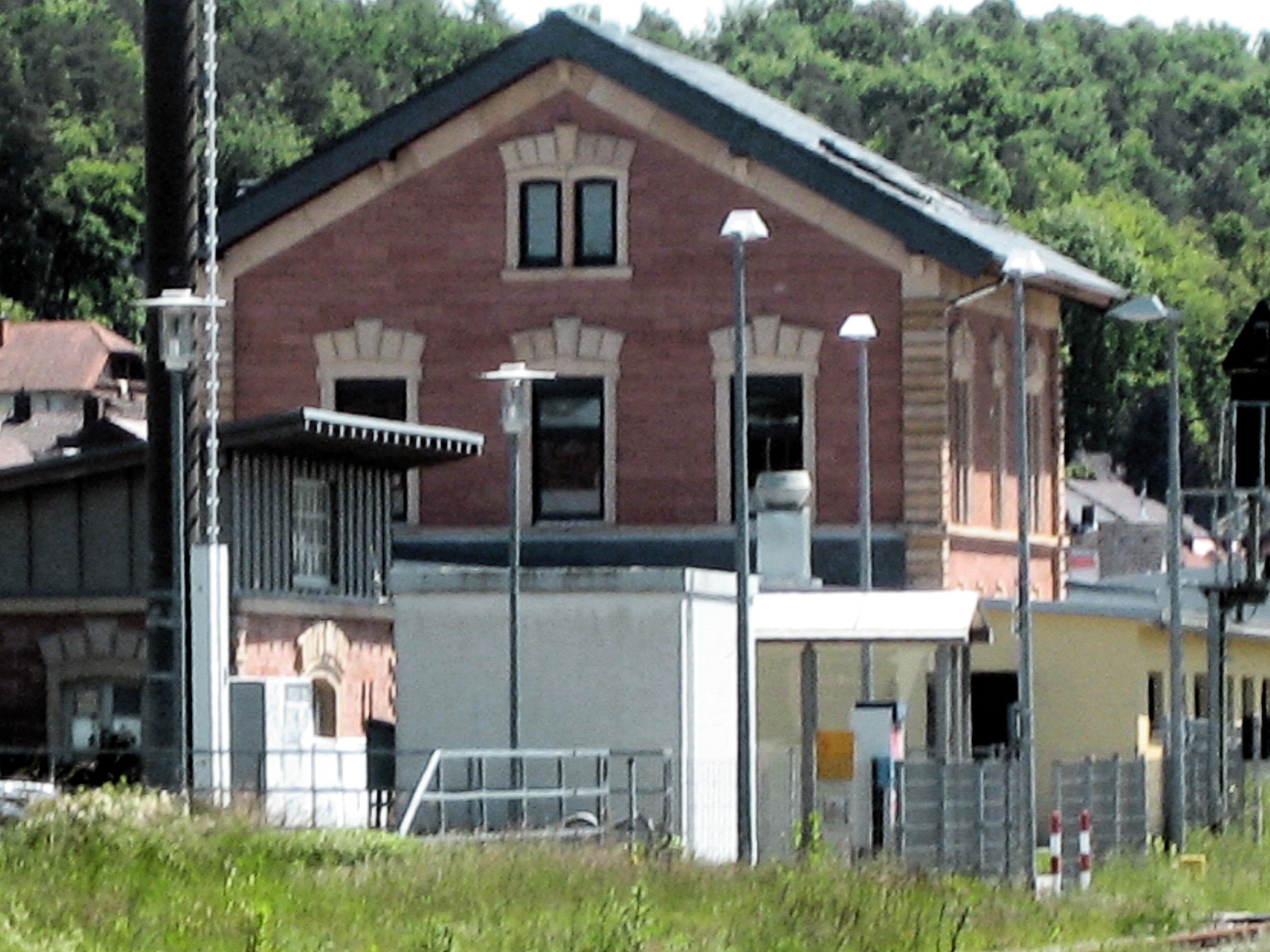
Empfangsgebäude

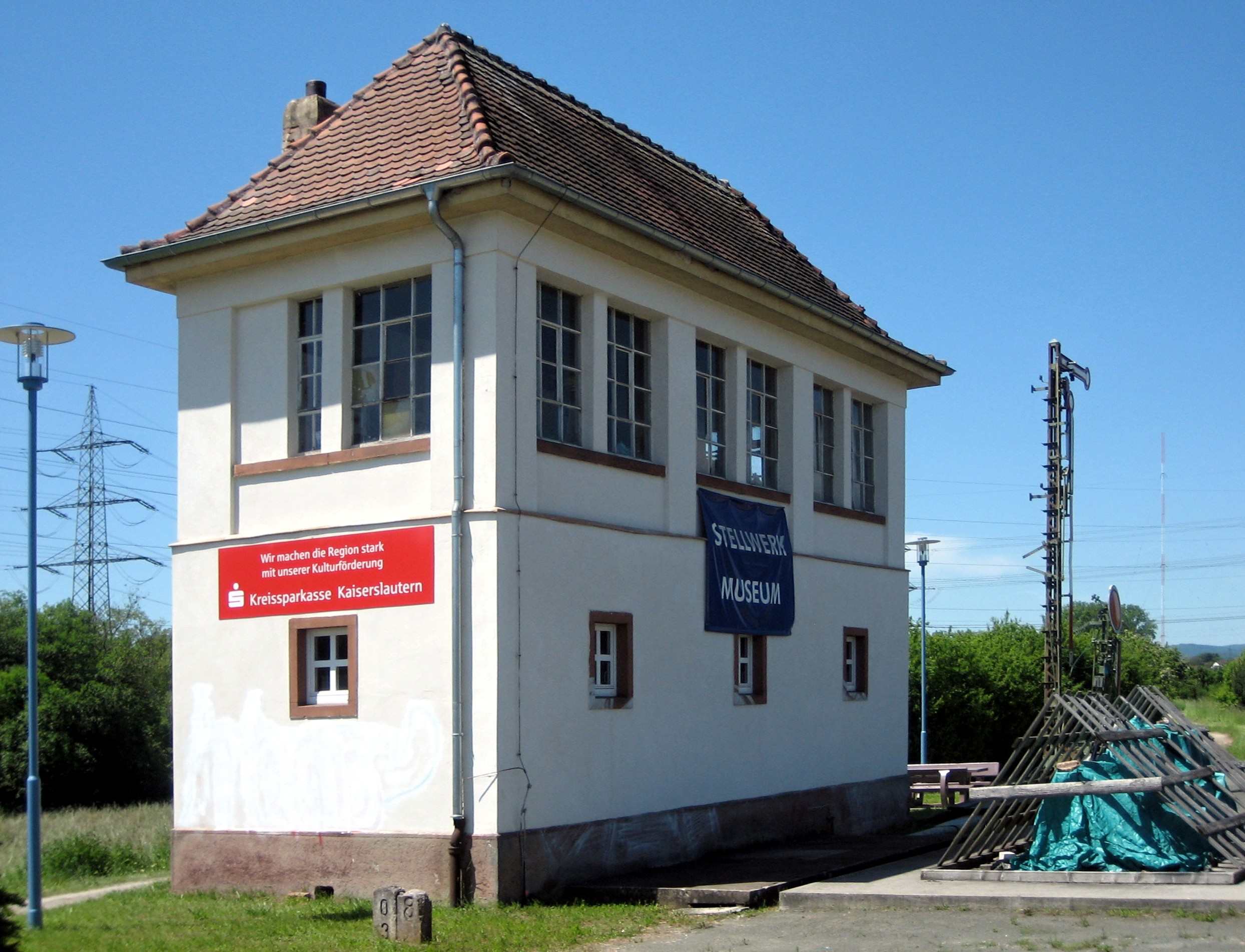
Ehemaliges Stellwerk

### Empfangsgebäude
Das zweistöckige Empfangsgebäude ist heute noch vorhanden und ähnelt in seiner Architektur den übrigen Bahnhofsbauten entlang der Lautertalbahn. Es verfügt zudem über einen seitlichen Flachdachanbau. In ihm war früher das örtliche Postamt untergebracht, das auch für den Betrieb einer Buslinie nach Otterberg zuständig war.

### Stellwerk
Für die zahlreichen Rangierfahrten, die wegen der Zweigstrecken nach Reichenbach beziehungsweise Otterberg sowie für den Gleisanschluss der Spinnerei Lampertsmühle nötig waren, erhielt der Bahnhof im Jahr 1911 ein Stellwerk, das seinen Standort an einem Bahnübergang in Richtung Erfenbach hat. Nachdem die Lautertalbahn im Dezember 2005 auf elektronische Sicherungstechnik umgestellt worden war, hat es seither keine Bedeutung mehr für den Bahnverkehr. Jedoch wurde es von der Ortsgemeinde Otterbach in ein Museum umgewandelt, um auf diese Weise die mechanischen Anlagen zu erhalten und vorführen zu können.

### Bahnsteige
| Gleis | Nutzbare Länge | Bahnsteighöhe | Aktuelle Nutzung                              |
| ----- | -------------- | ------------- | --------------------------------------------- |
| 1     | 110 m          | 55 cm         | Regionalbahn in Richtung Lauterecken-Grumbach |
| 2     | 110 m          | 55 cm         | Regionalbahn in Richtung Kaiserslautern       |

## Verkehr

### Personenverkehr
Unmittelbar nach Eröffnung der Bahnstrecke verkehrten zwischen Kaiserslautern und Lauterecken insgesamt drei Zugpaare, für die lediglich eine Garnitur benötigt wurde. Es gab keine Zugbegegnungen im Personenverkehr. Da der nördliche Abschnitt der Glantalbahn Lauterecken–Odernheim im Jahr 1896 – die Durchbindung bis Staudernheim erfolgte ein Jahr später – als unmittelbare Fortsetzung der Lautertalbahn gebaut worden war, wurden die Züge entsprechend verlängert. Nachdem die Glantalbahn 1904 auf ihre vollen Länge eröffnet wurde, endeten beziehungsweise begannen die Züge wieder in Lauterecken.
Ab 1933 verkehrten im Zuge von Zweischichtarbeit der Baumwollspinnerei in Lampertsmühle weitere Züge bis nach Reichenbach beziehungsweise Olsbrücken.
Aufwändig gestaltete sich der Betrieb auf der Nebenbahn nach Otterberg. So mussten die Züge im Bahnhof Lampertsmühle-Otterbach zunächst Richtung Norden fahren, um Kopf zu machen und in die südöstliche Richtung einzuschwenken. Dies wirkte sich negativ auf die Reisezeit aus und wird allgemein als wesentlicher Grund für die frühe Stilllegung der Strecke für den Personenverkehr angesehen.
Im Jahr 2000 wurde anlässlich der Landesgartenschau in Kaiserslautern die Regionalexpresslinie Karlsruhe–Kaiserslautern bis nach Lampertsmühle-Otterbach durchgebunden, um den Besucherandrang zu bewältigen.
Im Fahrplanjahr 2021 verkehren stündlich Regionalbahnen nach Kaiserslautern und Lauterecken-Grumbach.

### Güterverkehr
1905 wurden am Bahnhof Lampertsmühle-Otterbach insgesamt 23026 Tonnen Güter versandt beziehungsweise empfangen. 1934 stieg die Zahl auf 51492 Tonnen an. Seit den 1920er Jahren erfolgte die Bedienung vom Rangierbahnhof Einsiedlerhof aus. Nachdem im Bahnhof die Zahl der Wagenladungen von 1978 bis 1987 noch stiegen, waren sie in der Folgezeit rückläufig.
Wichtigster Kunde im Güterverkehr war die Spinnerei in Lampertsmühle, die bereits in den ersten Jahren des Bestehens der Lautertalbahn über ein Anschlussgleis verfügte und lange Zeit eigene Werklokomotiven besaß. Sie transportierte hauptsächlich Baumwolle und bis Mitte der 1960er Jahre Kohle. Vor dem Zweiten Weltkrieg empfing sie ungefähr 30000 Tonnen. 1992 hingegen war die Zahl auf 1500 Tonnen gesunken, nachdem die Spinnerei bereits zuvor aus finanziellen Gründen den Rest des Güterverkehrs auf die Straße verlagert hatte.